# تشارلز ميلر (رجل أعمال)
تشارلز ميلر (بالإنجليزية: Charles Miller) هو شخصية أعمال أمريكي، ولد في 15 يونيو 1843 في أوبيرهوفين سور مودير في فرنسا، وتوفي في 21 ديسمبر 1927 في فرانكلين في الولايات المتحدة.